# Hoàng đế Pháp
Hoàng đế của người Pháp (tiếng Pháp: Empereur des Français), thường được gọi tắt là Hoàng đế Pháp, là chức vụ của người đứng đầu và nắm quyền lãnh đạo của Đệ nhất và Đệ Nhị Đế chế Pháp. Tất cả những người nắm giữ chức vụ này đều thuộc gia tộc Bonaparte và có mối quan hệ huyết thống với Napoleon Bonaparte.

## Khái lược

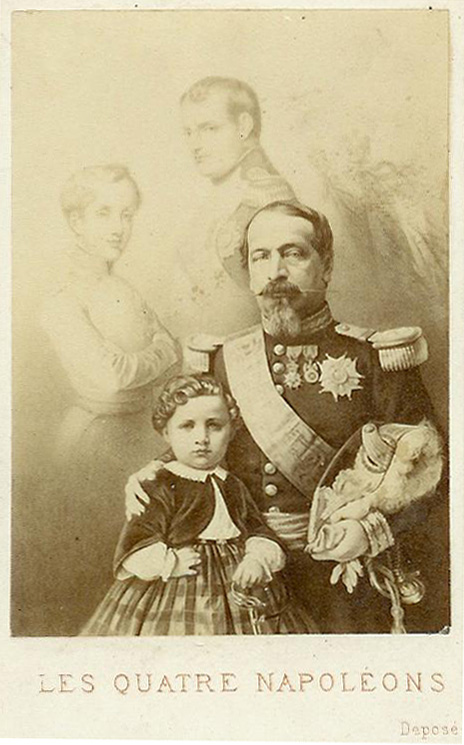
Bốn Napoléon

Tước vị Hoàng đế Pháp được gia tộc Bonaparte sử dụng đầu tiên khi Napoléon được Thượng viện tuyên bố là Hoàng đế vào ngày 18 tháng 5 năm 1804 và lên ngôi vào ngày 2 tháng 12 năm 1804 tại Nhà thờ Đức Bà Paris với Vương miện của Napoléon.
Tước vị này nhấn mạnh rằng Hoàng đế cai trị "người dân Pháp" (dân tộc) chứ không phải trên nước Pháp (nhà nước). Nó khác với công thức cũ "Vua nước Pháp" (Roi de France) với nhà vua sở hữu nước Pháp như một sở hữu cá nhân. Hình thái mới này hướng đến hình thức một chế độ quân chủ lập hiến. Tước hiệu được tạo ra nhằm mục đích bảo tồn diện mạo của Cộng hòa Pháp và thể hiện rằng sau Cách mạng Pháp, chế độ phong kiến đã bị loại bỏ và một quốc gia dân tộc được thành lập, với các công dân bình đẳng như thần dân của hoàng đế của họ. (Sau ngày 1 tháng 1 năm 1809, nhà nước kiểu mới này chính thức được gọi là Đế chế Pháp. )
Tước hiệu "Hoàng đế của dân Pháp" được cho là nhằm chứng minh lễ đăng quang của Napoléon không phải là sự khôi phục chế độ quân chủ, mà là sự ra đời của một hệ thống chính trị mới: Đế chế Pháp. Triều đại của Napoléon kéo dài đến ngày 22 tháng 6 năm 1815, khi ông bị đánh bại trong trận Waterloo, bị lưu đày và bị giam cầm trên đảo Saint Helena, nơi ông qua đời vào ngày 5 tháng 5 năm 1821. Triều đại của ông bị gián đoạn bởi cuộc Bourbon phục hoàng năm 1814 và cuộc lưu đày của ông đến Elba, từ đó ông trốn thoát chưa đầy một năm sau đó để đòi lại ngai vàng, trị vì làm Hoàng đế thêm 111 ngày trước khi thất bại cuối cùng và bị lưu đày.
Chưa đầy một năm sau cuộc đảo chính Pháp năm 1851 của cháu trai Napoléon, Louis-Napoléon Bonaparte, kết thúc bằng việc Quốc hội Pháp bị giải tán, Đệ Nhị Cộng hòa Pháp được chuyển thành Đệ Nhị Đế chế Pháp, được thành lập bởi một cuộc trưng cầu dân ý vào ngày 7. Tháng 11 năm 1852. Tổng thống Louis-Napoléon Bonaparte, do người dân Pháp bầu chọn, chính thức trở thành Napoléon III, Hoàng đế của Pháp, từ ngày 2 tháng 12 năm 1852 mang tính biểu tượng và lịch sử. Triều đại của ông tiếp tục cho đến ngày 4 tháng 9 năm 1870, sau khi ông bị bắt trong trận Sedan trong Chiến tranh Pháp–Phổ. Sau đó, ông sống lưu vong tại Vương quốc Anh, nơi ông qua đời vào ngày 9 tháng 1 năm 1873.
Kể từ cái chết của con trai duy nhất của Napoléon III, Louis Napoléon vào năm 1879, Nhà Bonaparte đã có một số người tranh giành địa vị ngai vàng của Pháp. Người đứng đầu danh sách này hiện tại là Charles, Hoàng tử Napoléon, người trở thành tông chủ của gia tộc Bonaparte vào ngày 3 tháng 5 năm 1997. Vị trí của ông bị được dự định cho con trai ông, Jean-Christophe, Hoàng tử Napoléon, người được chỉ định là người thừa kế trong di chúc của ông nội quá cố .

## Tước hiệu đầy đủ
Các Hoàng đế của Pháp đã có nhiều tước vị và tuyên bố phản ánh sự mở rộng địa lý và sự đa dạng của các vùng đất do Nhà Bonaparte cai trị.

### Napoléon I
Hoàng đế và Quốc vương bệ hạ Napoléon I, Nhờ ân sủng của Chúa và Hiến pháp của nước Cộng hòa, Hoàng đế của Pháp, Vua của Ý, Người bảo hộ Liên bang sông Rhine, Người hòa giải của Liên minh Thụy Sĩ và đồng Thân vương xứ Andorra.
Một số danh hiệu mà ông đã thiết lập hoặc nhận được là:
- Đệ Nhất Đế chế Pháp: Đại sư Ordre royal de la Légion d'honneur
- Đệ Nhất Đế chế Pháp: Đại sư Ordre de la Réunion
- Vương quốc Ý : Grand Master of the Order of the Iron Crown
- Đế quốc Áo : Grand Cross of the Order of St. Stephen, 1810 [4]
- Vương quốc Bayern : Hiệp sĩ của Dòng Thánh Hubert, 1805 [5]
- Vương quốc Đan Mạch : Hiệp sĩ của Dòng voi, ngày 18 tháng 5 năm 1808 [6]
- Vương quốc Bồ Đào Nha : Grand Cross of the Sash of the Three Order, ngày 8 tháng 5 năm 1805 [7]
- Vương quốc Phổ : Hiệp sĩ của Hội Đại bàng đen, 1805 [8]
- Đế quốc Nga : Hiệp sĩ của Dòng Thánh Andrew, tháng 7 năm 1807 [9]
- Vương quốc Tây Ban Nha : Hiệp sĩ của Order of the Golden Fleece, 1805 [10]
- Vương quốc Thụy Điển : Hiệp sĩ của Dòng Seraphim, ngày 3 tháng 2 năm 1811 [11]

### Napoléon II
Hoàng đế của Hoàng đế Napoléon II, Nhờ ân điển của Chúa và Hiến pháp của nước Cộng hòa, Hoàng đế của Pháp và đồng thân vương xứ Andorra.

### Napoléon III
Hoàng đế Napoleon III 

## Danh sách các hoàng đế

### Đệ nhất Đế chế Pháp
| Tên | Tuổi thọ | Bắt đầu trị vì | Kết thúc trị vì | Ghi chú | Dòng dõi | Hình |
| --- | -------- | -------------- | --------------- | ------- | -------- | ---- |

### Phục bích Trăm ngày
Được coi là sự tiếp nối của Đệ nhất Đế chế Pháp sau sự lưu vong ngắn ngủi của Hoàng đế Napoléon I
| Tên | Tuổi thọ | Bắt đầu trị vì | Kết thúc trị vì | Ghi chú | Dòng dõi | Hình |
| --- | -------- | -------------- | --------------- | ------- | -------- | ---- |

### Đệ nhị Đế chế Pháp
| Tên | Tuổi thọ | Bắt đầu trị vì | Kết thúc trị vì | Ghi chú | Dòng dõi | Hình |
| --- | -------- | -------------- | --------------- | ------- | -------- | ---- |